# Lutjanus fulvus
Lutjanus fulvus är en fiskart som först beskrevs av Forster, 1801.  Lutjanus fulvus ingår i släktet Lutjanus och familjen Lutjanidae. Inga underarter finns listade i Catalogue of Life.